# Khanim Huseynova
Pour les articles homonymes, voir Huseynov.
Khanim Huseynova (en azéri:Xanım Akif qızı Hüseynova;née le 1er mars1993 à Sumgayit) est une judokate handisport azerbaïdjanaise, concourant dans la catégorie des -63 kg. Elle est double championne d'Europe (2017, 2019) et championne paralympique (2021) de la catégorie

## Biographie
Elle est la sœur cadette de la championne paralympique des +70 kg Dursadaf Karimova.

## Carrière sportive
Khanim Huseynova est double championne d'Europe en -63 kg — en 2017 et 2019 — et championne d'Europe par équipes en 2017.
Khanim Huseynova participe aux IVes Jeux de la Solidarité Islamique en mai 2017. Kh. Huseynova, qui perd lors du match final, termine le tournoi avec une médaille d'argent dans le tournoi par équipe.
Plus tard, lors du Championnat d'Europe à Walsall (Royaume-Uni), Kh. Huseynova remporte la médaille d'or dans le tournoi par équipe.
Kh. Huseynova participe sans succès au tournoi individuel du Championnat du monde organisé à Odivelas (Portugal) en 2018. Elle termine le tournoi par équipe avec une médaille de bronze.
En 2019, Kh. Huseynova remporte le match final du Championnat d'Europe organisé à Gênes (Italie) et obtient la médaille d'or. 
Khanim Huseynova se qualifie pour les Jeux Paralympiques de 2021 grâce aux points de classement qu'elle récolte lors des tournois internationaux.Elle remporte la médaille d'or des XVIes Jeux Paralympiques d'été.
Conformément au décret du président azerbaïdjanais Ilham Aliyev du 6 septembre 2021, Khanim Akif gizi Huseynova reçoit l'ordre du 1er degré « Pour service à la patrie » pour ses réalisations aux XVIes Jeux paralympiques d'été et ses services dans les sports azerbaïdjanais.